# Список університетів Австрії
Список університетів Австрії — перелік закладів вищої освіти Австрії державної та приватної форм власності, які мають статус університету. Цей список не містить педагогічних та інших, професійно зорієнтованих, закладів вищої освіти (Pädagogische та Fachhochschule), які не мають статусу університету та дозволяють здобути лише ступінь бакалавра та магістра.
Акредитація приватних навчальних закладів в статусі університетів стала можливою в Австрії лише з 1999 року, коли був прийнятий відповідний закон. Натомість державні університети мають давні традиції. Найстарішим з них і, поза сумнівом, найбільшим в Австрії є Віденський університет, заснований у 1365 році.
Загалом в Австрії налічується 22 державних і 16 приватних університетів, які й увійшли до даного списку університетів Австрії.

## Перелік університетів
НазваНазва університету українською мовою.
Оригінальна назваПовна назва університету німецькою мовою та в дужках загальноприйнята скорочена форма.
МістоМісто, в якому розташований навчальний заклад або його головний корпус.
ЗемляФедеральна земля, тобто адміністративна одиниця Австрії, в якій знаходиться університет.
ТипФорма власності університету.
Дата заснуванняРік заснування навчального закладу.
Інтернет-сайтПосилання на головну сторінку офіційного інтернет-порталу університету.
| Назва                                                                                 | Оригінальна назва                                                                           | Місто                   | Земля            | Тип       | Дата заснування | Інтернет-сайт                                                                         |
| ------------------------------------------------------------------------------------- | ------------------------------------------------------------------------------------------- | ----------------------- | ---------------- | --------- | --------------- | ------------------------------------------------------------------------------------- |
| Клаґенфуртський Альпійсько-адріатичний університет                                    | Alpen-Adria-Universität Klagenfurt (AAU)                                                    | Клагенфурт-ам-Вертерзеє | Каринтія         | Державний | 1970            | https://www.aau.at/ [Архівовано 21 листопада 2021 у Wayback Machine.]                 |
| Приватний університет музики імені Ґустава Малера                                     | Gustav Mahler Privatuniversität für Musik                                                   | Клагенфурт-ам-Вертерзеє | Каринтія         | Приватний | 2019            | https://www.gmpu.ac.at/ [Архівовано 20 листопада 2021 у Wayback Machine.]             |
| Дунайський приватний університет                                                      | Danube Private University                                                                   | Кремс-на-Дунаї          | Нижня Австрія    | Приватний | 2009            | https://www.dp-uni.ac.at/ [Архівовано 20 листопада 2021 у Wayback Machine.]           |
| Приватний університет наук про здоров'я імені Карла Ландштайнера                      | Karl Landsteiner Privatuniversität für Gesundheitswissenschaften (KL)                       | Кремс-на-Дунаї          | Нижня Австрія    | Приватний | 2013            | https://www.kl.ac.at/ [Архівовано 20 листопада 2021 у Wayback Machine.]               |
| Університет "New Design"                                                              | New Design University (NDU)                                                                 | Сакнт-Пельтен           | Нижня Австрія    | Приватний | 2004            | https://www.ndu.ac.at/ [Архівовано 20 листопада 2021 у Wayback Machine.]              |
| Приватний університет імені Берти фон Зуттнер                                         | Bertha von Suttner Privatuniversität St. Pölten                                             | Сакнт-Пельтен           | Нижня Австрія    | Приватний | 2011            | https://www.suttneruni.at/de [Архівовано 20 листопада 2021 у Wayback Machine.]        |
| Кремський університет післядипломної освіти                                           | Universität für Weiterbildung Krems (також: Donau-Universität Krems)                        | Кремс-на-Дунаї          | Нижня Австрія    | Державний | 1994            | https://www.donau-uni.ac.at/de.html [Архівовано 20 листопада 2021 у Wayback Machine.] |
| Приватний університет імені Антона Брукнера                                           | Anton Bruckner Privatuniversität                                                            | Лінц                    | Верхня Австрія   | Приватний | 2004            | https://www.bruckneruni.at/de/home [Архівовано 20 листопада 2021 у Wayback Machine.]  |
| Лінцький університет імені Йоганнеса Кеплера                                          | Johannes Kepler Universität Linz (JKU)                                                      | Лінц                    | Верхня Австрія   | Державний | 1966            | https://www.jku.at/ [Архівовано 20 листопада 2021 у Wayback Machine.]                 |
| Лінцький католицький приватний університет                                            | Katholische Privat-Universität Linz (KU Linz)                                               | Лінц                    | Верхня Австрія   | Приватний | 1978/2000       | https://ku-linz.at/ [Архівовано 20 листопада 2021 у Wayback Machine.]                 |
| Лінцький університет мистецького та промислового дизайну                              | Universität für künstlerische und industrielle Gestaltung Linz (Kunstuniversität Linz)      | Лінц                    | Верхня Австрія   | Державний | 1973            | https://www.ufg.ac.at/ [Архівовано 20 листопада 2021 у Wayback Machine.]              |
| Приватний медичний університет імені Парацельса                                       | Paracelsus Medizinische Privatuniversität (PMU)                                             | Зальцбурґ               | Зальцбурґ        | Приватний | 2003            | https://www.pmu.ac.at/ [Архівовано 20 листопада 2021 у Wayback Machine.]              |
| Зальцбурзький університет                                                             | Paris-Lodron-Universität Salzburg (PLUS)                                                    | Зальцбурґ               | Зальцбурґ        | Державний | 1622, 1962      | https://www.plus.ac.at/ [Архівовано 20 листопада 2021 у Wayback Machine.]             |
| Приватний університет замку Зебурґ                                                    | Privatuniversität Schloss Seeburg                                                           | Зеекірхен-ам-Валлерзее  | Зальцбурґ Відень | Приватний | 2007            | https://www.uni-seeburg.at/ [Архівовано 20 листопада 2021 у Wayback Machine.]         |
| Університет Моцартеум у Зальцбурзі                                                    | Universität Mozarteum Salzburg                                                              | Зальцбурґ               | Зальцбурґ        | Державний | 1841            | https://moz.ac.at/de/ [Архівовано 20 листопада 2021 у Wayback Machine.]               |
| Ґрацький університет імені Карла і Франца                                             | Karl-Franzens-Universität Graz (латинською — Carolo-Franciscea)                             | Ґрац                    | Штирія           | Державний | 1585            | https://www.uni-graz.at/de/ [Архівовано 20 листопада 2021 у Wayback Machine.]         |
| Ґрацький медичний університет                                                         | Medizinische Universität Graz                                                               | Ґрац                    | Штирія           | Державний | 2004            | https://www.medunigraz.at/ [Архівовано 20 листопада 2021 у Wayback Machine.]          |
| Леобенський гірничий університет                                                      | Montanuniversität Leoben (MUL)                                                              | Леобен                  | Штирія           | Державний | 1840            | https://www.unileoben.ac.at/ [Архівовано 20 листопада 2021 у Wayback Machine.]        |
| Ґрацький технічний університет (також: Ґрацький університет імені ерцгерцоґа Йоганна) | Technische Universität Graz (також: Erzherzog-Johann-Universität Graz)                      | Ґрац                    | Штирія           | Державний | 1811            | https://www.tugraz.at/home/ [Архівовано 20 листопада 2021 у Wayback Machine.]         |
| Ґрацький університет музики та театрального мистецтва                                 | Universität für Musik und darstellende Kunst Graz (KUG)                                     | Ґрац                    | Штирія           | Державний | 1970            | https://www.kug.ac.at/ [Архівовано 20 листопада 2021 у Wayback Machine.]              |
| Інсбруцький університет імені Леопольда і Франца                                      | Leopold-Franzens-Universität Innsbruck (LFU)                                                | Інсбрук                 | Тіроль           | Державний | 1669            | https://www.uibk.ac.at/ [Архівовано 20 листопада 2021 у Wayback Machine.]             |
| Інсбруцький медичний університет                                                      | Medizinische Universität Innsbruck                                                          | Інсбрук                 | Тіроль           | Державний | 2004            | https://www.i-med.ac.at/mypoint/ [Архівовано 20 листопада 2021 у Wayback Machine.]    |
| UMIT Приватний університет наук про здоров'я, медичної інформатики і техніки          | UMIT Private Universität für Gesundheitswissenschaften, Medizinische Informatik und Technik | Галль-ін-Тіроль         | Тіроль           | Приватний | 2001            | https://www.umit-tirol.at/                                                            |
| Віденська академія образотворчих мистецтв                                             | Akademie der bildenden Künste Wien                                                          | Відень                  | Відень           | Державний | 1692            | https://www.akbild.ac.at/ [Архівовано 29 травня 2014 у Wayback Machine.]              |
| Центрально-Європейський Університет                                                   | Central European University (CEU)                                                           | Відень                  | Відень           | Приватний | 1991/2019       | https://www.ceu.edu/ [Архівовано 26 червня 2021 у Wayback Machine.]                   |
| Jam Music Lab – Віденський приватний університет джазу та популярної музики           | Jam Music Lab — Privatuniversität für Jazz und Popularmusik Wien                            | Відень                  | Відень           | Приватний | 2011            | https://www.jammusiclab.com/de [Архівовано 20 листопада 2021 у Wayback Machine.]      |
| Віденський медичний університет                                                       | Medizinische Universität Wien                                                               | Відень                  | Відень           | Державний | 2004            | https://www.meduniwien.ac.at/web/ [Архівовано 16 березня 2016 у Wayback Machine.]     |
| Віденський університет MODUL                                                          | MODUL University Vienna (MU Vienna)                                                         | Відень                  | Відень           | Приватний | 2007            | https://www.modul.ac.at/ [Архівовано 14 лютого 2018 у Wayback Machine.]               |
| Приватний університет музики і мистецтва міста Відня                                  | Musik und Kunst Privatuniversität der Stadt Wien (MUK)                                      | Відень                  | Відень           | Приватний | 2005            | https://muk.ac.at/home.html [Архівовано 20 листопада 2021 у Wayback Machine.]         |
| Віденський приватний університет імені Зиґмунда Фройда                                | Sigmund-Freud-Privatuniversität Wien(SFU)                                                   | Відень                  | Відень           | Приватний | 2005            | https://www.sfu.ac.at/de/ [Архівовано 20 листопада 2021 у Wayback Machine.]           |
| Віденський технічний університет                                                      | Technische Universität Wien (TU Wien)                                                       | Відень                  | Відень           | Державний | 1815            | https://www.tuwien.at/ [Архівовано 20 листопада 2021 у Wayback Machine.]              |
| Віденський університет прикладних мистецтв                                            | Universität für angewandte Kunst Wien                                                       | Відень                  | Відень           | Державний | 1867            | https://www.dieangewandte.at/ [Архівовано 21 листопада 2021 у Wayback Machine.]       |
| Віденський університет природних ресурсів і прикладних природничих наук               | Universität für Bodenkultur Wien (BOKU)                                                     | Відень                  | Відень           | Державний | 1872            | https://boku.ac.at/ [Архівовано 20 листопада 2021 у Wayback Machine.]                 |
| Віденський університет музики та театрального мистецтва                               | Universität für Musik und darstellende Kunst Wien                                           | Відень                  | Відень           | Державний | 1819            | https://www.mdw.ac.at/ [Архівовано 23 грудня 2017 у Wayback Machine.]                 |
| Віденський університет                                                                | Universität Wien (латинською — Alma Mater Rudolphina Vindobonensis)                         | Відень                  | Відень           | Державний | 1365            | https://www.univie.ac.at/ [Архівовано 20 листопада 2021 у Wayback Machine.]           |
| Віденський університет ветеринарної медицини                                          | Veterinärmedizinische Universität Wien                                                      | Відень                  | Відень           | Державний | 1765            | https://www.vetmeduni.ac.at/ [Архівовано 21 листопада 2021 у Wayback Machine.]        |
| Віденський приватний університет Вебстер                                              | Webster Vienna Private University (WVPU)                                                    | Відень                  | Відень           | Приватний | 1981/2001       | https://webster.ac.at/ [Архівовано 20 листопада 2021 у Wayback Machine.]              |
| Віденський економічний університет                                                    | Wirtschaftsuniversität Wien                                                                 | Відень                  | Відень           | Державний | 1898            | https://www.wu.ac.at/ [Архівовано 22 листопада 2021 у Wayback Machine.]               |